# Ligyra flavofasciata
Ligyra flavofasciata är en tvåvingeart som först beskrevs av Macquart 1855.  Ligyra flavofasciata ingår i släktet Ligyra och familjen svävflugor. Inga underarter finns listade i Catalogue of Life.